# فهرست جاذبه‌های مذهبی سنندج

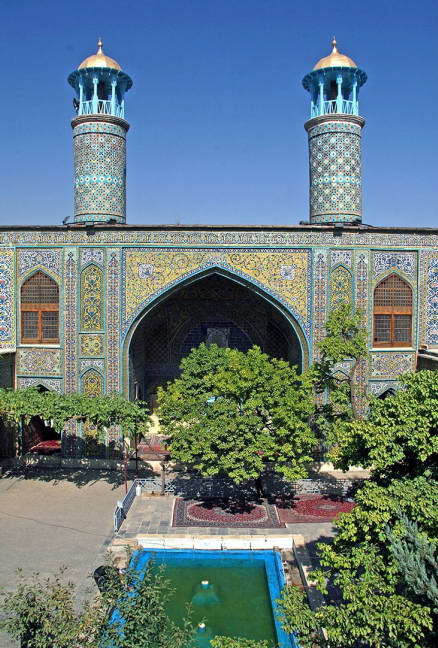
مسجد دارالاحسان

- مسجد و زیارتگاه هاجره خاتون
- مسجد خورشید لقا خانم
- مسجد دارالاحسان
- مسجد دارالامان
- مسجد رشید قلعه بیگی
- مسجد و آرامگاه پیر عمر
- مسجد وکیل
- مسجد وزیر
- سردر فهیم
- امامزاده پیرعمر
- امامزاده پیرمحمد
- مقبره شرف الملک
- مقبره شیخ محمد باقر غیاثی
- کلیسای سنندج